# Podarces
Segons la mitologia grega, Podarces (en grec antic: Ποδάρκης) va ser un heroi, fill d'Íficle.
Va acompanyar el seu germà Protesilau a la guerra de Troia al front d'un contingent tessali de Fílace. A la mort d'aquest, va succeir-lo en el comandament.
Va matar l'amazona Clònia, i ell mateix va morir a mans de Pentesilea. Els grecs li van tributar honors diferenciats i li van consagrar un túmul separat del dels altres herois.
Podarces era també el nom que tenia en la seva joventut el rei Príam.